# Trichostomum hibernicum
Trichostomum hibernicum là một loài rêu trong họ Pottiaceae. Loài này được (Mitt.) Dixon mô tả khoa học đầu tiên năm 1896.